# Gen
Un gen és una seqüència lineal de nucleòtids d'ADN o ARN que és essencial per a una funció específica, ja sigui en el desenvolupament de l'ésser o en el manteniment d'una funció fisiològica normal. És considerat com la unitat d'emmagatzemament d'informació i unitat d'herència en transmetre aquesta informació a la descendència. De manera habitual, un gen desenvolupa la seva funció mitjançant la transcripció (procés pel qual la informació gènica es "reescriu" com un ARN missatger) i la traducció (procés pel qual la informació gènica de l'ARN missatger es fa servir per a construir una proteïna, la que desenvolupa directament la funció). Tot i això, en alguns casos, la realització de la funció no requereix necessàriament la transcripció ni la traducció. Els gens estan localitzats dins els cromosomes i es disposen en línia al llarg de cadascun dels cromosomes. Cada gen ocupa dins el cromosoma una posició determinada anomenada locus. El conjunt de gens d'una espècie s'anomena genoma.

## Història

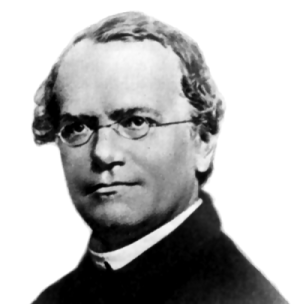
Gregor Mendel

### Descobriment d'unitats heretades discretes
L'existència d'unitats heretables discretes va ser suggerida per primera vegada per Gregor Mendel (1822–1884). Del 1857 al 1864, a Brno, a l'Imperi austríac (actual República Txeca), Mendel va estudiar els patrons d'herència en 8000 plantes de pèsols comestibles comuns, rastrejant trets diferents des dels pares fins a la descendència. Els va descriure matemàticament com a 2 n combinacions on n és el nombre de característiques diferents dels pèsols originals. Tot i que no va utilitzar el terme gen, va explicar els seus resultats en termes d'unitats heretades discretes que donen lloc a característiques físiques observables. Aquesta descripció prefigurava la distinció de Wilhelm Johannsen entre genotip (el material genètic d'un organisme) i fenotip (els trets observables d'aquest organisme). Mendel també va ser el primer a demostrar un assortiment independent, la distinció entre trets dominants i recessius, la distinció entre un heterozigot i un homozigot i el fenomen de l'herència discontínua.
Abans del treball de Mendel, la teoria dominant de l'herència era la de barrejar l'herència, que suggeria que cada pare aportava fluids al procés de fecundació i que els trets dels pares es barrejaven i es barrejaven per produir la descendència. Charles Darwin va desenvolupar una teoria de l'herència que va anomenar pangènesi, del grec pan ('tot, sencer') i gènesi ('naixement') / genos ('origen'). Darwin va utilitzar el terme gemmule per descriure partícules hipotètiques que es barrejarien durant la reproducció.
L’obra de Mendel va passar desapercebuda després de la seva primera publicació el 1866, però va ser redescoberta a la fi del segle xix per Hugo de Vries, Carl Correns i Erich von Tschermak, que afirmaven haver arribat a conclusions similars en les seves pròpies investigacions. El 1889, Hugo de Vries va publicar el seu llibre Intracelular Pangenesis, en el qual postulava que individus diferents tenen portadors hereditaris individuals i que l’herència de trets específics en els organismes prové de partícules. De Vries va anomenar aquestes unitats pangenes (Pangens en alemany), després de la teoria de la pangènesi de Darwin el 1868.
Setze anys després, el 1905, Wilhelm Johannsen va introduir el terme gen i William Bateson el de genètica, mentre que Eduard Strasburger, entre d'altres, encara utilitzava el terme pangene per a la unitat física i funcional fonamental de l’herència.

### Descobriment de l’ADN
Els avenços en la comprensió de gens i herència van continuar al llarg del segle xx. Es va demostrar que l’àcid desoxiribonucleic (ADN) era el dipòsit molecular d’informació genètica mitjançant experiments de les dècades de 1940 i 1950. L'estructura de l'ADN va ser estudiada per Rosalind Franklin i Maurice Wilkins mitjançant cristal·lografia de raigs X, cosa que va portar James D. Watson i Francis Crick a publicar un model de la molècula d'ADN de doble cadena, les bases de nucleòtids aparellades de la qual indicaven una hipòtesi convincent per al mecanisme de replicació genètica.
A principis de la dècada de 1950, la visió dominant era que els gens d'un cromosoma actuaven com a entitats discretes, indivisibles per recombinació i disposats com la granadura d'un collaret. Els experiments de Benzer amb mutants defectuosos a la regió rII del bacteriòfag T4 (1955-1959) van demostrar que els gens individuals tenen una estructura lineal simple i probablement siguin equivalents a una secció lineal d'ADN.
Col·lectivament, aquest grup d’investigacions va establir el dogma central de la biologia molecular, que afirma que les proteïnes es tradueixen a partir de l’ ARN, que es transcriu a partir de l’ ADN. Des de llavors, s'ha demostrat que aquest dogma té excepcions, com ara la transcripció inversa en els retrovirus. L'estudi modern de la genètica a nivell d’ADN es coneix com a genètica molecular.
El 1972, Walter Fiers i el seu equip van ser els primers a determinar la seqüència d’un gen: la de la proteïna de capa MS2 del bacteriòfag. El desenvolupament posterior de la seqüenciació d'ADN de terminació de cadena el 1977 per Frederick Sanger va millorar l'eficiència de la seqüenciació i la va convertir en una eina de laboratori de rutina. Es va utilitzar una versió automatitzada del mètode Sanger en les primeres fases del Projecte Genoma Humà.

### Síntesi moderna i els seus successors
Les teories desenvolupades a principis del segle xx per integrar la genètica mendeliana amb l'evolució darwiniana s'anomenen síntesi moderna, un terme introduït per Julian Huxley.
Els biòlegs evolutius han modificat posteriorment aquest concepte, com la visió centrada en el gen de l'evolució de George C. Williams. Va proposar un concepte evolutiu del gen com a unitat de selecció natural amb la definició: «allò que segrega i recombina amb una freqüència apreciable». En aquesta visió, el gen molecular es transcriu com a unitat i el gen evolutiu hereta com a unitat. Richard Dawkins va popularitzar idees relacionades que destacaven la centralitat dels gens en l'evolució.

## Tipus de gens
Gens de proteïnes. Són seqüències genòmiques que, mitjançant la transcripció, donen lloc a mRNA que són traduïts en proteïnes. Al genoma humà s'estima que hi ha aproximadament 20000 gens de proteïnes
Gens de RNA. No tots els gens donen lloc a proteïnes. Hi ha seqüències genòmiques que són transcrites en RNA que no són traduïts a proteïnes. Són els gens de RNA i aquí trobem els gens de RNA ribosòmic, de RNA de transferència, de microRNAs, de RNAs llargs no codificants, entre d'altres.
Pseudogens. Són gens de proteïnes o de RNA que, mitjançant mutacions, han deixat de ser funcionals, però romanen en el genoma. Aquesta pèrdua de funcionalitat fa que siguin regions amb alta taxa de mutació. Per exemple, els primats, comparats amb altres mamífers, tenen un elevat nombre de pseudogens de receptors olfactoris. S'ha hipotetitzat que aquest pèrdua de receptors olfactoris funcionals reflecteix la progressiva importància de la visió respecte de l’olfacte en els humans.

## Estructura
Els gens de proteïnes en eucariotes consten de diversos elements. La seqüència que codifica proteïnes (anomenada CDS o ORF) suposa només una petita part dins d’un gen. A més d'aquesta regió directament codificant, en un gen de proteïnes trobem regions reguladores que no es transcriuen (promotors, amplificadors), regions que es transcriuen però no formen part del mRNA madur (introns) i regions que formen part del mRNA madur però que no es tradueixen (regions UTR).
A prop de l’inici de transcripció del gen, sobretot en direcció 5’, els gens contenen seqüències reguladores de la transcripció, que majoritàriament no es transcriuen però formen part del gen en sentit funcional. Aquí trobem el promotor, que és reconegut per factors de transcripció que recluten i ajuden a l'ARN polimerasa a unir-se a la regió per iniciar la transcripció. Un gen pot tenir més d'un promotor, donant lloc a variants de ARNm que difereixen en l'extrem 5 '. Aquest mecanisme de generació de variants de mRNA a partir d’un mateix gen s'anomena “promotors alternatius” o “TSS alternatius”. De la mateixa manera, un gen pot tenir diferents finals de transcripció, el que dona lloc també a diferents variants de mRNA. Aquest mecanisme s'anomena “poliadenil·lació alternativa”.
A més del promotor que es troba adjacent a l’inici de transcripció, els gens poden tenir regions reguladores moltes allunyades de l’inici de transcripció. Aquestes regions reguladores distals poden ser potenciadores o silenciadores i actuen unint-se a factors de transcripció que fan que aquesta regió de l'ADN s'aproximi al lloc d'unió de l'ARN polimerasa. Les regions potenciadores distals augmenten la transcripció unint-se a una proteïna activadora que després ajuda a reclutar l'ARN polimerasa al promotor; per contra, les regions silenciadores distals s'uneixen a proteïnes repressores i fan que l'ADN estigui menys disponible per a l'ARN polimerasa.
La majoria de gens humans de proteïnes contenen introns, regions que es transcriuen i, per tant, formen part del pre-mRNA o transcrit primari, però que es degraden en la maduració del mRNA. El procés d’eliminació dels introns s'anomena splicing o empalmament. Un mateix pre-mRNA pot patir splicing de maneres diferents. Aquest procés, anomenat splicing alternatiu, es troba molt regulat i és un altre mecanisme de generació de variants de mRNA a partir d’un únic gen.

## Definició funcional de gen
És difícil definir exactament quina secció d’una seqüència d’ADN comprèn un gen. Una definició clara, però incomplerta funcionalment, és la d’aquella regió del genoma que es transcriu de forma regulada donant lloc a un producte funcional. Aquest producte funcional és inicialment un RNA i, de vegades una proteïna en segona instància. Aquesta definició no inclou la majoria de regions reguladors de la transcripció (els promotors o els amplificadors) que generalment es troben fora de les regions transcrites d’un gen. De fet les regions reguladores d'un gen com els potenciadors no necessàriament han d'estar a prop de la seqüència codificadora de la molècula lineal perquè l'ADN que intervé es pot connectar en bucle per apropar l'inici de transcripció del gen i la seva regió reguladora. Les regions reguladores poden fins i tot estar en cromosomes completament diferents i operar en trans per permetre que les regions reguladores d’un cromosoma entrin en contacte amb gens diana d’un altre cromosoma.
Els primers treballs en genètica molecular van suggerir el concepte de que un gen fabrica una proteïna. Aquest concepte, originalment anomenat la hipòtesi d'un gen-un enzim, va sorgir de l’influent article de 1941 de George Beadle i Edward Tatum amb mutants del fong Neurospora crassa. El concepte d’un gen-una proteïna s'ha refinat amb la comprensió de que molts gens no codifiquen proteïnes, els gens de RNAs, i de que molts gens de proteïnes poden donar lloc a més d’una variant de mRNA i molt sovint a mes d’una isoforma de la proteïna.
Per incloure la complexitat d'aquests fenòmens diversos, de vegades es defineix un gen com una unió de seqüències genòmiques que codifiquen un conjunt coherent de productes funcionals potencialment superposats. Aquesta definició classifica els gens pels seus productes funcionals (proteïnes o ARN), en lloc dels seus locis específics d’ADN, i considera els elements reguladors classificats com a regions associades als gens. En qualsevol cas, la definició de gen continua essent un tema controvertit i no tancat.

## Canvis i modificacions en els gens
La informació genètica es pot modificar mitjançant l'aparició de mutacions. Aquestes mutacions no sempre són perjudicials, i poden fer que per a cada gen existeixin diverses "versions", que reben el nom d'al·lels.
Els organismes diploides (com les plantes i els animals) tenen dos jocs complets de cromosomes homòlegs, i, per tant, dues còpies de cada gen que poden diferir lleugerament entre elles. Quan un individu té les dues còpies d'un gen idèntiques, diem que és homozigot, i quan té les dues còpies diferents (al·lels diferents) diem que és heterozigot. Tal com ja establiren les investigacions de Mendel, els al·lels poden ésser dominants o recessius. Quan una sola còpia d'un al·lel és suficient perquè aquest al·lel es manifesti en el fenotip, diem que aquest al·lel és dominant. Els al·lels que només es manifesten quan n'hi ha dues còpies reben el nom de recessius.
Alguns gens han sofert processos de duplicació i mutació o altres fenòmens de reorganització i han deixat d'ésser funcionals, però romanen en els genomes dels éssers vius. En no desenvolupar ja una funció, reben el nom de pseudogens, i se solen assemblar a altres gens de l'organisme que sí que són funcionals. Sovint, les mutacions que els han convertit en pseudogens només afecten la seva expressió gènica. Els pseudogens constitueixen un recurs evolutiu per a l'espècie, ja que són regions d'ADN quasifuncionals que poden rebre mutacions (i generar noves funcions) sense que això afecti les funcions que ja es desenvolupen en l'organisme.